# Леопольд IV (князь Липпе)
Леопольд IV Юлиус Бернгард Адальберт Отто Карл Густав (30 мая 1871, Оберкассель — 30 декабря 1949, Детмольд, Северный Рейн-Вестфалия) — последний князь Липпе (25 октября 1905 — 12 ноября 1918), прусский генерал-лейтенант (24 декабря 1914). Старший сын графа Эрнста II Липпе-Бистерфельдского (1842—1904) и графини Каролина Фредерики Сесилии Клотильды фон Вартенслебен (1844—1905).

## Биография
После смерти отца Леопольд унаследовал графство Липпе-Бистерфельд и должность регента княжества Липпе. Когда бездетный душевнобольной князь Липпе Александр умер 13 января 1905 года, на его наследство предъявили свои права две линии — Липпе-Бистерфельд и Шаумбург-Липпе, и вопрос о наследнике княжеского престола был передан на рассмотрение имперского суда в Лейпциге. По решению суда 25 октября 1905 года княжество было передано графу Леопольду Липпе-Бистерфельд.
24 февраля 1916 года Леопольд IV пожаловал титул Его Высочества Принца Липпе-Бистерфельд сыновьям своего брата Бернхарда (1872—1934) Бернхарду-Леопольду (1911—2004) и Эрнсту-Ашвину (род. 1914), а также возродил титул Его Высочества принца Липпе-Вейсенфельд, который пожаловал графу Клеменцу из линии Липпе-Вейсенфельд (1860—1920).
После поражения Германской империи в Первой мировой войне и последующей революции Леопольд был вынужден отречься от престола 12 ноября 1918 года. После подъема нацизма в Германии все трое его сыновей от первой жены стали членами НСДАП. Его старший сын наследный принц Эрнст, как сообщается, был первым немецким князем, вступившим в партию (в мае 1928 года). По причине того, что наследный принц Эрнст и принц Хлодвиг, будучи нацистами, вступили в неравные браки, в 1947 году при составлении завещания Леопольд назначил своего младшего сына и единственного ребенка от своей второй жены принца Армина преемником в качестве главы Дома Липпе. Леопольд IV умер в Детмольде.

## Семья
Первая жена (с 1901) — принцесса Берта Гессен-Филиппсталь-Бархфельдская (1874—1919), дочь принца Вильгельма Гессен-Филиппсталь-Бархфельд. Дети:
- принц Эрнст (1902—1987)
- принц Леопольд Бернгард (1904—1965)
- принцесса Каролина (1905—2001)
- принц Хлодвиг (1909—2000)
- принцесса Сиглинда (1915—2008)

Вторая жена (с 1922) — принцесса Анна Изенбург-Бюдингенская (1886—1980), дочь князя Бруно Изенбург-Бюдинген. Сын:
- Армин (1924—2015), князь Липпе